# FN Волопаса
FN Волопаса (лат. FN Boötis), TOI-1411 — двойная звезда в созвездии Волопаса на расстоянии около 106 световых лет (около 32,5 парсек) от Солнца.
Вокруг звезды обращается, как минимум, одна планета.

## Характеристики
Первый компонент (BD+47 2239A) — оранжевый карлик, вращающаяся переменная звезда типа BY Дракона (BY:) спектрального класса K6V, или K6. Видимая звёздная величина звезды — от +10,76m до +10,47m. Масса — около 0,59 солнечной, радиус — около 0,66 солнечного, светимость — около 0,129 солнечной. Эффективная температура — около 4045 K.
Второй компонент (BD+47 2239B) — красный карлик спектрального класса M4V. Видимая звёздная величина звезды — +14,6m. Масса — около 0,287 солнечной, радиус — около 0,262 солнечного, светимость — около 0,009 солнечной. Эффективная температура — около 3271 K. Удалён на 160,3 угловой секунды.

## Планетная система
В 2019 году учёными, анализирующими данные проектов HIPPARCOS и Gaia, у звезды обнаружена планета HIP 76042 c.
В 2022 году группой астрономов проекта TESS было объявлено об открытии планеты TOI-1411 b.